# Brasserie Het Anker
Pour les articles homonymes, voir Anker.
 (septembre 2012).
La Brouwerij Het Anker est une brasserie belge installée à Malines dans la province d'Anvers. Elle fait partie de l'association brassicole Belgian Family Brewers.

## Bières

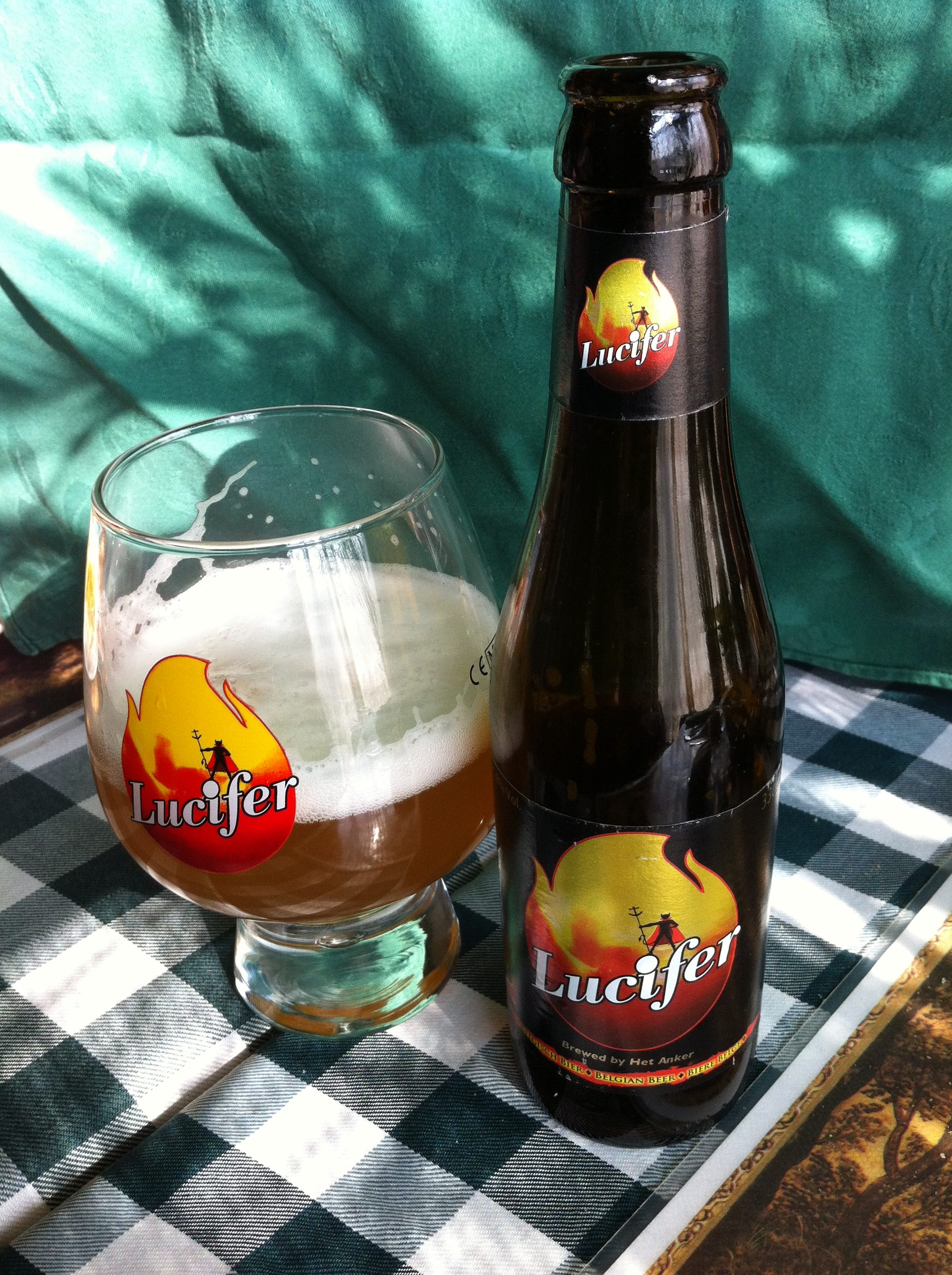
Bouteille de Lucifer dans un restaurant belge de Pékin